# 谷光次
谷 光次（たに みつじ、1907年（明治40年）2月2日 - 2002年（平成14年）11月30日）は、日本の政治家。弁護士。鳴門市長。京都帝国大学法学部法科卒業。徳島県鳴門市出身。

## 経歴
板野郡撫養町（現在の鳴門市）で生まれた。父は撫養町長を務めた谷伊七郎。旧制山口高等学校を経て、1931年（昭和6年）に京都帝国大学法学部法科卒業。
大学卒業後、京都市と徳島市で弁護士として務め、徳島市選管委員長、徳島県出納長、徳島県弁護士会会長を経て1959年（昭和34年）に鳴門市長に初当選。その後、28年間、7期に渡り鳴門市長を務めた。
1978年（昭和53年）には、西ドイツ政府からドイツ連邦共和国功労勲章大功労十字章が贈られた。
2002年（平成14年）11月30日に老衰のため徳島市の病院で死去、95歳没。

## 市長在任中
- 1965年 - 徳島県立鳥居記念博物館がオープン。
- 1973年 - 鳴門市議会でドイツ・リューネブルクとの姉妹都市契約の締結ともに「鳴門市・リューネブルク市姉妹都市条例」が議決。